# 绍姆堡 (伊利诺伊州)
绍姆堡镇（英語：Schaumburg），位于美国伊利诺伊州库克郡，芝加哥西北方约40公里。按照2000年人口调查数据，该镇总人口为75386。2005年，人口为大约73345。该镇面积约为49.5 km²。
绍姆堡交通便利，I-90、I-290等高速公路从境内穿过。因此吸引了很多公司在此办公或营业，使之成为芝加哥郊区最繁荣的卫星城之一。摩托罗拉公司总部、排名美國第十一大的伍德菲尔德购物中心（List of largest shopping malls in the United States） （页面存档备份，存于），全盛時期有超過三百家商店進駐、全伊利諾州境內第二大的紹姆堡镇區圖書館 （页面存档备份，存于），及著名的市場調查公司AC尼爾森的美国總部均位于该镇。附近还有美国最大的IKEA店，以及其他众多零售业连锁店和餐饮及会议设施。